# 低涌駅
低涌駅（ていちょうえき）は、中華人民共和国広東省広州市番禺区に位置する広州地下鉄4号線の駅である。

## 駅構造
- 相対式ホーム2面2線の高架駅。出口は二つある。

## 駅周辺
- 海傍村

## 歴史
- 2006年12月30日 - 開業。

## 隣の駅
広州地下鉄
■4号線
海傍駅 - 低涌駅 - 東涌駅